# Dendrostilbella macrospora
Dendrostilbella macrospora är en svampart som beskrevs av Bally 1917. Dendrostilbella macrospora ingår i släktet Dendrostilbella och familjen Helotiaceae.   Inga underarter finns listade i Catalogue of Life.